# 盘龙镇 (南部县)
盘龙镇，是中华人民共和国四川省南充市南部县下辖的一个乡镇级行政单位。

## 行政区划
盘龙镇下辖以下地区：
兴盛街社区、龙升路社区、正街社区、白盐沟村、邓家沟村、观音井村、桥子溪村、长远井村、龙潭子村、板凳垭村、五里子村、井子口村、窑坝寺村、中窑坝村、玉龙山村、回龙寺村、铧厂垭村、江石岭村、龙霖村、庙高寺村、火神垭村、菜子沟村、严家沟村、曹家沟村、金台观村、斑竹林村、灵童寺村、桐麻庵村、王家沟村和太平寺村。